# Stephan Rother

Magister Rother, 2007

Stephan Manfred Rother (Künstlernamen: Magister Rother, Stephan M. Rother, Robert Marten, Benjamin Monferat und Florian Busch; * 27. Oktober 1968 in Wittingen) ist ein deutscher Historiker, Schriftsteller und Komödiant.

## Leben und Werk
Im Jahr 1988 begann Rother das Studium der Mittleren und Neueren Geschichte, Kunstgeschichte und Deutschen Philologie an der Georg-August-Universität in Göttingen, 1997 erfolgte die Graduierung zum Magister Artium (M. A.) am Fachbereich Historisch-Philologische Wissenschaften.
Während des Studiums war er als Freier Mitarbeiter in der regionalen Presse Ostniedersachsens tätig. Als Historiker verfasste er verschiedene Beiträge zu regionalhistorischen Themen.
Seit Mitte der 1990er verfasste Rother eine Folge von Sachartikeln für Geschichts- und Rollenspielmagazine wie Karfunkel, pax et gaudium, LARPZeit und Mystic & Entertainment.
Von 1993 bis 2008 war Rother als historischer Kabarettist Magister Rother tätig. Als Schriftsteller ist er seit 2000 aktiv. Zu seinen größten Erfolgen zählen die Kriminalthriller um die Hamburger Ermittler Jörg Albrecht und Hannah Friedrichs sowie der unter dem Pseudonym Benjamin Monferat veröffentlichte Titel Welt in Flammen und die 2020 begonnene Porzellan-Saga unter dem Pseudonym Florian Busch.
Rother ist verheiratet und lebt in Bad Bodenteich.

## Auszeichnungen
- 2008: Ehrengabe des Fleckens Bodenteich[7]
- 2014: Historikus auf histo-couch.de, September 2014[8]

## Veröffentlichungen

### Romane
Einzelromane
als Stephan M. Rother:
- Der Adler der Frühe. Ein mittelalterlicher Mystery-Thriller Karfunkel-Verlag, Wald-Michelbach 2000. ISBN 978-3-9805642-6-7.
- Der Weg nach Altamura. Ein mittelalterlicher Mystery-Thriller Zauberfeder-Verlag, Braunschweig 2005. ISBN 978-3-938922-02-6.
- Die letzte Offenbarung, Blanvalet-Verlag, München 2009. ISBN 978-3-442-37115-0.
- Das Babylon-Virus Blanvalet-Verlag, München 2010. ISBN 978-3-442-37443-4.
- Sturmwelle Blanvalet-Verlag, München 2012. ISBN 978-3-442-37758-9.

Als Robert Marten:
- Im dunklen Holz. Ein Thriller, Blanvalet Verlag, München 2014. ISBN 978-3-442-37759-6

Kinder- und Jugendbücher
- Das Geheimnis des Dorian Grave. Mehr, als du wissen darfst Baumhaus-Verlag, Frankfurt am Main, 2008. ISBN 978-3-8339-3626-5.
- Der Fluch des Dorian Grave. Mehr, als du wissen darfst Bastei-Lübbe-Verlag, Bergisch Gladbach, 2009. ISBN 978-3-8339-3628-9.
- Der Mantel der Winde Baumhaus-Verlag, Frankfurt am Main 2009. ISBN 978-3-8339-3627-2.
- Der Stein des Raben cbj-Verlag, München 2010. ISBN 978-3-570-22110-5.
- Die Prophezeiung des magischen Steins Thienemann-Verlag, Stuttgart 2018. ISBN 978-3-522-20244-2.

Hauptkommissar Jörg Albrecht ermittelt
- Ich bin der Herr deiner Angst (Band 1). Rowohlt-Verlag, Reinbek bei Hamburg 2012. ISBN 978-3-499-25869-5.
- Öffne deine Seele (Band 2). Rowohlt-Verlag, Reinbek bei Hamburg 2013. ISBN 978-3-499-25986-9.
- Ein Grab mit deinem Namen (Band 3). Rowohlt-Verlag, Reinbek bei Hamburg 2015. ISBN 978-3-499-26797-0.

Zeithistorische Romane unter dem Pseudonym Benjamin Monferat 
- Welt in Flammen Wunderlich-Verlag, Reinbek bei Hamburg 2014. ISBN 978-3-8052-5069-6.
- Der Turm der Welt Wunderlich-Verlag, Reinbek bei Hamburg 2016. ISBN 978-3-8052-5093-1.

Die Königschroniken
- Ein Reif von Eisen (Band 1). Rowohlt Polaris, Reinbek bei Hamburg 2017. ISBN 978-3-499-27356-8.
- Ein Reif von Bronze (Band 2). Rowohlt Polaris, Reinbek bei Hamburg 2018. ISBN 978-3-499-40357-6.
- Ein Reif von Silber und Gold (Band 3). Rowohlt Polaris, Reinbek bei Hamburg 2018. ISBN 978-3-499-27406-0.

Die Porzellan-Saga unter dem Pseudonym Florian Busch 
- Die Porzellan-Erbin – Unruhige Zeiten (Band 1) Goldmann Verlag, München 2020. ISBN 978-3-442-20593-6.
- Die Porzellan-Erbin – Gefährliche Jahre (Band 2) Goldmann Verlag, München 2024. ISBN 978-3-442-20594-3.

### Sonstige Veröffentlichungen
- Zwei Wittinger Adelsherren als geistliche Würdenträger in Halberstadt In: Landkreis Gifhorn (Hrsg.): Kreiskalender 2000 Gifhorner Heimatbuch. Gr. Oesingen : Harms 1999. ISBN 3-929632-45-4.
- Die Ritter von Bodenteich und ihre Burg In: Veröffentlichung des Förderkreises Burg Bad Bodenteich, 2001. ISSN 1617-3791
- Das Vermächtnis der Tempelritter. Archiviert vom Original (nicht mehr online verfügbar) am 24. März 2005; abgerufen am 10. Januar 2022.

Buchreihe Everquest zum gleichnamigen PC-Spiel als Übersetzer 
- EverQuest: Die Stunde des Schurken, Band 1 von Scott Ciencin, Panini Verlag, September 2005, ISBN 3-8332-1312-4
- EverQuest: Das Meer der Tränen, Band 2 von Stewart Wieck, Panini Verlag, Januar 2006, ISBN 3-8332-1313-2
- EverQuest: Wahrheit und Stahl, Band 3 von Thomas Reid, Panini Verlag, Dezember 2006, ISBN 3-8332-1386-8

Mit seiner Frau Katja Rother in der Sachbuch Reihe DragonSys - Lebendiges Mittelalter
- Fantastische Gewandung schneidern. G & S Verlag, Zirndorf 2011. ISBN 978-3-925-69884-2